# Neil Houston
Neil Houston (* 19. Januar 1957 in Calgary) ist ein kanadischer Curler.
Sein internationales Debüt hatte Houston bei der Juniorenweltmeisterschaft
1976 in Aviemore, wo er die Goldmedaille gewann. 1986 wurde Houston bei der WM in Toronto Weltmeister.
Houston spielte als Second der kanadischen Mannschaft bei den XV. Olympischen Winterspielen 1988 in Calgary im Curling. Die Mannschaft von Skip Ed Lukowich gewann die olympische Bronzemedaille. Da Curling damals noch eine Demonstrationssportart war, besitzt die Medaille keinen offiziellen Status.
Houston ist nach Beendigung seiner Karriere als Aktiver dem Curling als Funktionär erhalten geblieben. Er war Sport Manager im Vancouver Organizing Committee für die Olympischen und Paralympischen Winterspiele 2010 und ist derzeit (2011) Event Manager der Ford World Men’s Curling Championship 2011 und der World Financial Group Continental Cup of Curling 2012.

## Erfolge
- Weltmeister 1986
- Juniorenweltmeister 1976
- 3. Platz Olympische Winterspiele 1988 (Demonstrationswettbewerb)